# Cock Sparrer
Cock Sparrer är ett punkband grundat 1972 i East End i London. Trots att de inte åtnjutit en särskilt stor kommersiell framgång är de högt ansedda inom sin genre. Vissa anser att bandet banade väg för det sena 70-talets punkrock och för Oi!-genren. Deras musik var inspirerad av pubrock, glamrock och 60tals band såsom Small Faces och The Who. Texterna kretsar i huvudsak kring ämnen som berör arbetares vardag. Namnet är en böjning av deras ursprungliga namn,  Cock Sparrow, vilket härstammar från ordet gemenskap på cockneyslang.

## Bandet
Cock Sparrer grundades av Colin McFaull, Mick Beaufoy, Steve "Burge" Burgess och Steve Bruce. Dessa hade känt varandra sedan de var 11 och gick i samma skola. Under spelningar på olika nattklubbar i London utvecklade de sin musikstil som senare skulle kallas "gatpunk" eller Oi!. 1976 mötte bandet Malcolm McLaren, som ska ha erbjudit dem ett kontrakt liknande det han precis erbjudit Sex Pistols. Enligt bandmedlemmarna tackade de nej till kontraktet då McLaren inte ville bjuda bandet på en runda öl. En annan förklaring som getts är att de nekat samarbete med McLaren efter att han försökte få medlemmarna att klippa sitt hår på ett sätt McLaren ville.
Garrie Lammin, (Burges kusin) anslöt till bandet 1977 som en andra gitarrist. Under detta år skrev man även under ett kontrakt med Decca Records som hoppades kunna dra nytta av att punkmusiken var på frammarsch. Den första Cock Sparrer singeln "Runnin' Riot" släpptes i maj 1977. Den sålde dåligt vilket även efterföljande singlar gjorde och Decca rev kontraktet med bandet 1978. Bandmedlemmarna hade då redan spelat in tillräckligt mycket för att producera ett album och det albumet släpptes i Spanien under albumnamnet "Cock Sparrer", identiskt med namnet på bandet. Det skulle släppas först 1987 i Storbritannien av Razor Records och då under namnet "True Grit". Cock Sparrer upplöstes 1980 men då gamla låtar var med på olika samlingsalbum inom Oi!-genren började intresset för bandet växa igen. Bandet återuppstod 1982 och skrev ett kontrakt med Carrere Records som släppte bandets singel "England belongs to me" samma år. Efter det släppte samma skivbolag bandets debutalbum "Shock Troops" 1983. Det innehöll låtar såsom "Where Are They Now", "I Got Your Number" och "Riot Squad". Beaufoy lämnade bandet 1984 och ersattes av Shug O'Neill, som i sin tur senare ersattes av Chris Skepis. Albumet "Running Riot in '84" släpptes i oktober 1984. 
Bandet genomförde ett flertal återföreningskonserter under 1992, under vilka Daryl Smith var ny andra gitarrist. 1994 släppte de ett nytt album "Guilty as Charged". Tre år senare, 1997, släppte de albumet "Two Monkeys". Sedan dess har bandet turnerat under olika omgångar och då och då uppträtt på olika punkfestivaler. April 2008 var de huvudband under festivalen Rebellion Vienna.  De var även huvudband under "the punk & Disorderly-festival" i Berlin 2009. Bandet spelade även i Chicago 2010 och var huvudnummer under "The Metro" samma år. 
Bandet släppte sitt sjätte studioalbum, Here We Stand, i november 2007. 
UFC-kampsportaren Dan Hardy har använt låten "England Belongs to Me" som hans introlåt inför hans matcher. Melodin till "Take 'em All" har använts flitigt av olika supportergrupper. För att fira sitt 40-årsjubileum spelade Cock Sparrer 2012 två utsålda konserter i New York tillsammans med Rancid. Cock Sparrer och Rancid är även huvudnummer i "Christmas Bash" some äger rum i Birmingham den 8 december 2012 som en del av Rebellion Festival. 

## Medlemmar
Nuvarande medlemmar
- Colin McFaull – sång (1972–1978, 1982–1984, 1992–)
- Mick Beaufoy – sologitarr, bakgrundssång (1972–1978, 1982–1983, 1992–)
- Steve Burgess – basgitarr, bakgrundssång (1972–1978, 1982–1984, 1992–)
- Steve Bruce – trummor (1972–1978, 1982, 1984, 1992–)
- Daryl Smith – rytmgitarr, bakgrundssång (1992–)

Tidigare medlemmar
- Garrie Lammin – rytmgitarr (1976–1978)
- Chris Skepis – rytmgitarr (1982–1984)
- Shug O'Neill – sologitarr (1983–1984)

## Diskografi
Studioalbum
- Cock Sparrer (1978) (återutgiven 1987 under namnet True Grit)
- Shock Troops (1982)
- Running Riot in '84 (1984)
- True Grit (1987) (återutgivning av debutalbumet)
- Guilty as Charged (1994)
- Two Monkeys (1997)
- Here We Stand (2007)
- Forever (2017)

Livealbum
- Live and Loud (1987)
- Live: Runnin' Riot Across the USA (2000)
- Back Home (2003)
- Back in San Francisco - Live 2009 (2010)

Samlingsalbum
- Rarities (1995)
- Rumours Carry More Weight Than Fact (The Best Of Cock Sparrer) (1996)
- England Belongs To Me (1997)
- Bloody Minded (1999)
- The Best of Cock Sparrer (2004)
- The Decca Years (2006)

EP
- Run Away (1995)

Singlar
- "Running Riot" / "Sister Suzie" (1977)
- "We Love You" / "Chip on my Shoulder" (1977)
- "England Belongs to Me" / "Argy Bargy" (1982)
- "Too Late" / "Because You're Young" (2007)
- "Did You Have A Nice Life Without Me?" / "So Many Things" (2008)
- "True To Yourself" / "Chip On My Shoulder" (live) (2008)
- "Spirit of '76" (2008)
- "England Belongs to Me" (delad singel med Rancid) (2012)